# Leobendorf (Dolní Rakousy)
Leobendorf je městys v okrese Korneuburg v rakouské spolkové zemi Dolní Rakousy.

## Geografie
Leobendorf leží ve Weinviertelu (Vinné čtvrti) v Dolních Rakousích. Plocha městyse činí 29,96 kilometrů čtverečních a 18,72 % plochy je zalesněno. Velká část lesa je tvořena Rohrwaldem.

### Katastrální území
- Leobendorf
- Oberrohrbach
- Tresdorf
- Unterrohrbach

## Historie
V rakouském jádru ležící obec v Dolních Rakousích má stejně proměnlivé dějiny, jako jsou dějiny celého Rakouska. Hrad Kreuzenstein je v obci Leobendorf.
Od roku 2006 je Leobendorf je členem regionálního svazku spolků (10 před Vídni / 10 vor Wien).

### Vývoj počtu obyvatel
- 1971 2480
- 1981 3104
- 1991 3694
- 2001 4284

## Politika
Starostou městyse je Karl Stich.
V zastupitelstvu obce je 25 křesel, která jsou podle získaných mandátů rozdělena v roce 2001:
- ÖVP 14
- SPÖ 7
- Zelení 3
- FPÖ 1

## Hospodářství a infrastruktura
Nezemědělských pracovišť bylo v roce 2001 144, zemědělských a lesnických pracovišť bylo v roce 1999 60. Počet výdělečně činných osob v místě bydliště bylo při sčítání lidu v roce 2001 2006, tj. 48,92 %.

### Doprava

#### Leobendorf
- V zastavěné části Leobendorfu je v provozu od 31. ledna 2010 volná doprava po „Vídeňské vnější okružní rychlostní silnici“ (S1).
- Dále je v Leobendorfu zastávka Nordwestbahn Leobendorf - Hrad Kreuzenstein.

#### Tresdorf
- Bezprostředně přes katastrální území Tresdorf vede frekventovaná „Laaerská silnice“ s průměrnou frekvencí v pracovní den přes 10 000 automobilů.
- Velmi silná frekvence v regionu kolem Vídně je rok od roku stále silnější.

Pro rok 2020 je předpoklad intenzity provozu mezi 14 000 a 20 000 automobilů denně.
Ze strany obyvatelů z Tresdorfu, jakož i od obecní rady v Leobendorfu jsou požadavky pro odvedení dopravy do podzemí. To bylo společně s Harmannsdorf-Rückersdorfem získáno 1300 podpisů pro zemského hejtmana Dr. Erwin Pröll (* 1946).
Od roku 2004 je plánovaná nová varianta plánovaná pro místní části Tresdorf a Harmannsdorf-Rückersdorf. Touto podzemní cestou má být průjezdná doprava v těchto osadách snížena, ale po dokončení (S1) také obchodní doprava do Stettenu a přes jezero "Seebarn" snížena. V květnu 2007 dal zemský hejtman Erwin Pröll příslib pro zahájení stavby (B6) v roce 2010. Nach neuesten Informationen ist der aktuelle Baubeginn erst für 2012/13 geplant